# 海洋委員會海巡署南部分署
海洋委員會海巡署南部分署（英語：Southern Branch, CGA,OAC）（簡稱南部分署），是中華民國海岸執法及巡防救難專責單位，隸屬於海洋委員會海巡署的四級機關。平時負責巡防各港口、沿岸地區、離島查緝走私貨物和毒品、犯罪逃亡的司法警察，戰時亦可成為第一線精銳之戰鬥部隊。分署人員編制，多為中華民國國軍現役軍人。
前身為以原南部地區海岸巡防司令部改制而成的行政院海岸巡防署海岸巡防總局南部地區巡防局。分署本部設在高雄市茄萣區興達港，執法範圍為臺南市、高雄市及屏東縣的海岸地區（含小琉球），全長279.9公里。2018年4月28日改制。

## 沿革
- 1958年5月，於臺灣南部地區成立「南部地區警備司令部」，設址於高雄市壽山。
- 1992年8月1日，將臺灣警備總司令部改制為海岸巡防司令部，全銜為「軍管區司令部暨海岸巡防司令部」。南部地區警備司令部隨之改制為「南部地區海岸巡防司令部」。[3]
- 2000年1月28日，南部地區海岸巡防司令部隨之改制為「行政院海岸巡防署海岸巡防總局南部地區巡防局」，並搬遷至高雄市鼓山區，後因位於茄萣區之海巡基地興建完成，遷移至興達港。
- 2005年7月1日，為統合地區內各岸、海勤務單位共同執行巡防任務，以達到情資共享、勤務統合之目標，分別於臺南、高雄、屏東、澎湖等地成立巡防區。
- 2018年4月28日，隨行政院海岸巡防署改制為海洋委員會海巡署而改制為「海洋委員會海巡署南部分署」，另原下轄的機動查緝隊改隸新成立的海巡署偵防分署，東、南沙指揮部改隸新成立的海巡署東南沙分署。

## 歷任首長

#### 南部地區巡防局 局長
| 任別       | 姓名   | 任職期間                       | 備註                                                                                     |
| ---------- | ------ | ------------------------------ | ---------------------------------------------------------------------------------------- |
| 1          | 王文鎮 | 2000年1月28日－2001年4月25日   | 原任南部地區海岸巡防司令部司令 後任北部地區巡防局局長                                    |
| 2          | 賀湘臺 | 2001年4月25日－2002年12月13日  | 陸軍官校正43期，陸軍中將 原任中部地區巡防局局長 後任行政院海岸巡防署情報處處長           |
| 降為少將缺 |        |                                |                                                                                          |
| 3          | 林肇成 | 2002年12月13日－2004年11月24日 | 陸軍官校正40期 原任海岸巡防總局副總局長 後任行政院海岸巡防署巡防處處長                   |
| 4          | 葉光輝 | 2004年11月25日－2007年7月31日  | 陸軍官校正39期 原任行政院海岸巡防署企劃處處長 後任海岸巡防總局副總局長                   |
| 5          | 楊麗川 | 2007年7月31日－2008年7月1日    | 中正理工學院專科64年班 原任海岸巡防總局副總局長 任內申請退伍                             |
| 6          | 張德浩 | 2008年7月1日－2015年1月16日    | 陸軍官校正41期 原任行政院海岸巡防署後勤處處長 2015年1月16日退役                          |
| 7          | 劉國列 | 2015年1月16日－2016年6月22日   | 中正理工學院73年班 原任行政院海岸巡防署後勤處副處長 後任行政院海岸巡防署勤務指揮中心主任 |
| 8          | 滕永俊 | 2016年6月22日－2018年4月28日   |                                                                                          |

#### 南部分署 分署長
| 任別 | 姓名   | 任職期間                      | 備註                                                                                       |
| ---- | ------ | ----------------------------- | ------------------------------------------------------------------------------------------ |
| 1    | 滕永俊 | 2018年4月28日－2019年7月16日  | 陸軍官校正57期，陸軍少將 原任行政院海岸巡防署通電資訊處副處長 後任海洋委員會海巡署主任秘書 |
| 2    | 許靜芝 | 2019年7月16日－2020年11月30日 | 陸軍官校專科9期，陸軍少將 原任海洋委員會海巡署巡防組組長 後任海洋委員會海巡署副署長        |
| 代理 | 宋子陽 | 2020年12月1日－2020年12月31日 | 海巡署金馬澎分署副分署長代理                                                               |
| 3    | 宋子陽 | 2021年1月1日－2024年12月1日   | 陸軍官校正60期，陸軍少將 代理分署長真除 後任海巡署北部分署署長                             |
| 4    | 鳳運昇 | 2024年12月2日－現任           | 政治作戰學院85年班，陸軍少將 原海巡署教育訓練測考中心主任                                  |

## 組織

### 分署本部
- 分署長1人（簡任第十一職等至第十二職等、警監或少將）
  - 副分署長2人（簡任第十職等至第十一職等、警監、少將或上校）
  - 主任秘書1人（薦任第九職等至簡任第十職等、警監、上校或中校）

#### 業務單位
- 巡防科
- 檢管科
- 後勤科
- 通電資訊科
- 督察科
- 勤務指揮中心
- 秘書室
- 人事室
- 主計室

### 第一一岸巡隊（臺南、高雄）

#### 第五二岸巡中隊

##### 機動巡邏站
- 第一機動巡邏站（茄萣）
- 第二機動巡邏站（中樞）

##### 位於臺南市的安檢所
- 蘆竹溝安檢所（北門漁港）
- 將軍漁港安檢所（將軍漁港）
- 青山港漁港安檢所（青山漁港）
- 下山安檢所（下山漁港）
- 北堤安檢所（南灣碼頭）
- 曾文溪安檢所（曾文溪出海口）
- 四草漁港安檢所（四草漁港）
- 鹿耳門安檢所（安南區）
- 安平漁港安檢所（安平漁港）
- 安平商港安檢所（安平港）

##### 位於高雄市的安檢所
- 白砂崙安檢所（白砂崙漁港）
- 頂茄萣安檢所（茄萣區）
- 興達漁港安檢所（興達漁港）
- 崎漏安檢所（興達港）
- 永新漁港安檢所（永新漁港）
- 彌陀漁港安檢所（彌陀漁港）
- 蚵仔寮漁港安檢所（蚵仔寮漁港）

### 第五岸巡隊（高雄、屏東）

#### 第六一岸巡中隊

##### 機動巡邏站
- 第一機動巡邏站（鳳鼻頭）
- 第二機動巡邏站（壽麓）

##### 位於高雄市的安檢所
- 柴山安檢所（柴山漁港）
- 高雄港一港口安檢所（高雄港一港口）
- 高雄商港安檢所（高雄港）
- 旗后安檢所（旗后漁港）
- 中興商港安檢所（高雄港中興商港區）
- 中和安檢所（高雄港二港口）
- 鳳鼻頭漁港安檢所（鳳鼻頭漁港）
- 港嘴安檢所（林園區）
- 中芸漁港安檢所（中芸漁港）
- 汕尾漁港安檢所（汕尾漁港）

##### 位於屏東縣的安檢所
- 鹽埔安檢所（東港鹽埔漁港鹽埔泊區）
- 東港安檢所（東港鹽埔漁港東港泊區）
- 大鵬灣安檢所（東港鎮）
- 崎峰安檢所（林邊鄉）
- 水利漁港安檢所（水利村漁港）
- 小琉球漁港安檢所（小琉球漁港）
- 琉球新漁港安檢所（琉球新漁港）
- 杉福漁港安檢所（杉福漁港）

### 第六岸巡隊（屏東）

#### 第六三岸巡中隊

##### 機動巡邏站
- 第一機動巡邏站（恆春）
- 第二機動巡邏站（加祿堂）

##### 安檢所
- 塭豐安檢所（塭豐漁港）
- 頂寮安檢所（佳冬鄉）
- 下寮安檢所（枋寮鄉）
- 枋寮安檢所（枋寮漁港）
- 加祿堂安檢所（枋山鄉）
- 枋山安檢所（枋山鄉）
- 楓港安檢所（楓港漁港）
- 海口安檢所（海口漁港）
- 山海安檢所（山海漁港）
- 後灣漁港安檢所（後灣漁港）
- 後壁湖安檢所（後壁湖漁港）
- 紅柴坑安檢所（紅柴坑漁港）
- 潭仔灣安檢所（潭仔漁港）
- 興海漁港安檢所（興海漁港）
- 鵝鑾鼻安檢所（鼻頭漁港）
- 旭海安檢所（旭海漁港）

## 外部連結
- 海洋委員會海巡署南部分署 （页面存档备份，存于）（繁體中文）（英文）